# Lophostola dummeri
Lophostola dummeri là một loài bướm đêm trong họ Geometridae.